# Apocalypse, Hitler attaque à l'est
 (juillet 2021).
Si vous disposez d'ouvrages ou d'articles de référence ou si vous connaissez des sites web de qualité traitant du thème abordé ici, merci de compléter l'article en donnant les références utiles à sa vérifiabilité et en les liant à la section « Notes et références ».
Apocalypse, l'année 40 : Hitler attaque à l'ouest Apocalypse, le crépuscule d'Hitler
Apocalypse, Hitler attaque à l'est est une série de deux films documentaires. Plus de 600 heures d’archives inédites ont été restaurées et colorisées pour illustrer les années 1941-1943 de la Seconde Guerre mondiale.
Ces films documentaires ont été écrits et réalisés par Isabelle  Clarke et Daniel Costelle et narrés par Mathieu  Kassovitz.
La série a été diffusée dans plusieurs pays sur diverses chaînes de télévision francophones. La série est sortie en DVD et Blu-ray le 1er janvier 2021.

## Épisodes
1. Conquérir l'espace vital
2. La Lutte décisive

## Synopsis
Le 22 juin 1941, le Troisième Reich lance la plus grande offensive militaire de l'histoire en attaquant l'Union soviétique pour conquérir « l'espace vital » (Lebensraum) en déclenchant l'opération Barbarossa. Plus de 3 millions de soldats allemands pénètrent en territoire soviétique. En quelques mois, l'armée allemande se retrouve aux portes de Leningrad et de Moscou avant d'être repoussée par l'Armée rouge à partir de décembre 1941.
Le front se stabilise début 1942. L'été suivant, Hitler, dont les généraux l'ont alarmés sur le manque de carburants dont souffrent ses troupes, ordonne à son armée de conquérir les puits de pétrole du Caucase. Mais son armée, qui c'est embourbée à travers la steppe et les montagnes du sud de la Russie ne parvient pas à atteindre les objectifs fixés. Cet échec dans le Caucase se déroule dans le même temps que la terrible bataille de Stalingrad, où plus de 300 000 soldats allemands, sous les ordres du général Friedrich Paulus, se retrouvent encerclés par les Soviétiques après des mois de bataille féroce.
De novembre 1942 à février 1943, les Soviétiques repoussent les Allemands de plusieurs centaines de kilomètres, mais les Allemands contre-attaquent en février et en mars et le front se stabilise.
La Wehrmacht est alors retranchée à quelques dizaines de kilomètres de la ville de Koursk. Hitler ordonne la reprise de cette ville stratégique de l'ouest de la Russie. Commence ainsi la bataille de Koursk, la plus grande bataille de chars de l'histoire, le 5 juillet 1943.
Malgré les moyens considérables envoyés sur place, le Reich ne progresse que très peu au prix de lourdes pertes face à une défense soviétique solide, qui subit des pertes encore plus importantes mais qui dispose de beaucoup plus d'hommes en réserve. Hitler ordonne l'arrêt de l'offensive à la mi-juillet pour se consacrer au nouveau front qui s'ouvre au même moment en Italie.
Ce documentaire retrace les années apocalyptiques (1941-1943) sur le front de l'Est ainsi que la barbarie et les combats atroces que se sont livrés Allemands et Soviétiques lors du conflit le plus meurtrier de l'histoire.

## Techniques
- Format de l'image : 16/9 compatible 4/3 format respecté 1.78
- Qualité : Pal
- Langues : Anglais (Dolby Digital 5.1), Français (Dolby Digital 5.1)
- Sous-titrage : français pour malentendants